# Бад-Хайльбрунн
Бад-Хайльбрунн (нем. Bad Heilbrunn) — община в Германии, курорт, расположен в земле Бавария. 
Подчиняется административному округу Верхняя Бавария. Входит в состав района Бад-Тёльц-Вольфратсхаузен.  Население составляет 3787 человек (на 31 декабря 2010 года). Занимает площадь 40,32 км².
Коммуна подразделяется на 34 сельских округа.

## Население
По оценке на 31 декабря 2015 года население общины Бад-Хайльбрунн составляет 3822 чел. 

| Дата      | 1840 | 1871 | 1900 | 1925 | 1939 | 1950 | 1961 | 1970 | 1987 | 2011 |
| --------- | ---- | ---- | ---- | ---- | ---- | ---- | ---- | ---- | ---- | ---- |
| Население | 807  | 811  | 922  | 1215 | 1363 | 2348 | 1973 | 2232 | 2743 | 3674 |

| Год       | 1960 | 1970 | 1980 | 1990 | 2000 | 2009 | 2010 | 2011 | 2012 | 2013 | 2014 | 2015 |
| --------- | ---- | ---- | ---- | ---- | ---- | ---- | ---- | ---- | ---- | ---- | ---- | ---- |
| Население | 1956 | 2237 | 2639 | 3078 | 3516 | 3770 | 3787 | 3660 | 3712 | 3775 | 3802 | 3822 |